# Pavol Kozma
Pavol Kozma (* 20. prosince 1956, Bratislava) je slovenský jazzový bubeník, který hrál se skupinami Prúdy Pavla Hammela (po roce 1974), Fermáta (zakladatel v roce 1972) a Collegium Musicum (členem se stal v roku 1978). Spolupracoval s Ladislavem Gerhardtem, Gabem Jonášem a působil také na tvorbě alba Bolo nás jedenásť (Lasica, Satinský, Filip). V letech 1984 bubnoval v Jazz Q Martina Kratochvíla a v 1986–1987 v Blues Bandu Luboše Andršta. V roce 1987 až 1992 absolvoval Berklee College of Music v Bostonu, obor kompozice. V roce 1990 založil Boston Drivers a spolupracoval s polskou zpěvačkou Grazynou Auguscik.